# Дайработ
Дайрабо́т (тадж. Дайработ) — село в районе Рудаки Республики Таджикистан. Входит в состав джамоата (сельской общины) Зайнабобод района Рудаки.
Находится на расстоянии 10 км от райцентра (пгт. Сомониён) и ок. 1 км от центра общины (село Комсомол).
Население — 2883 чел. (2017).